# Delaney Davidson

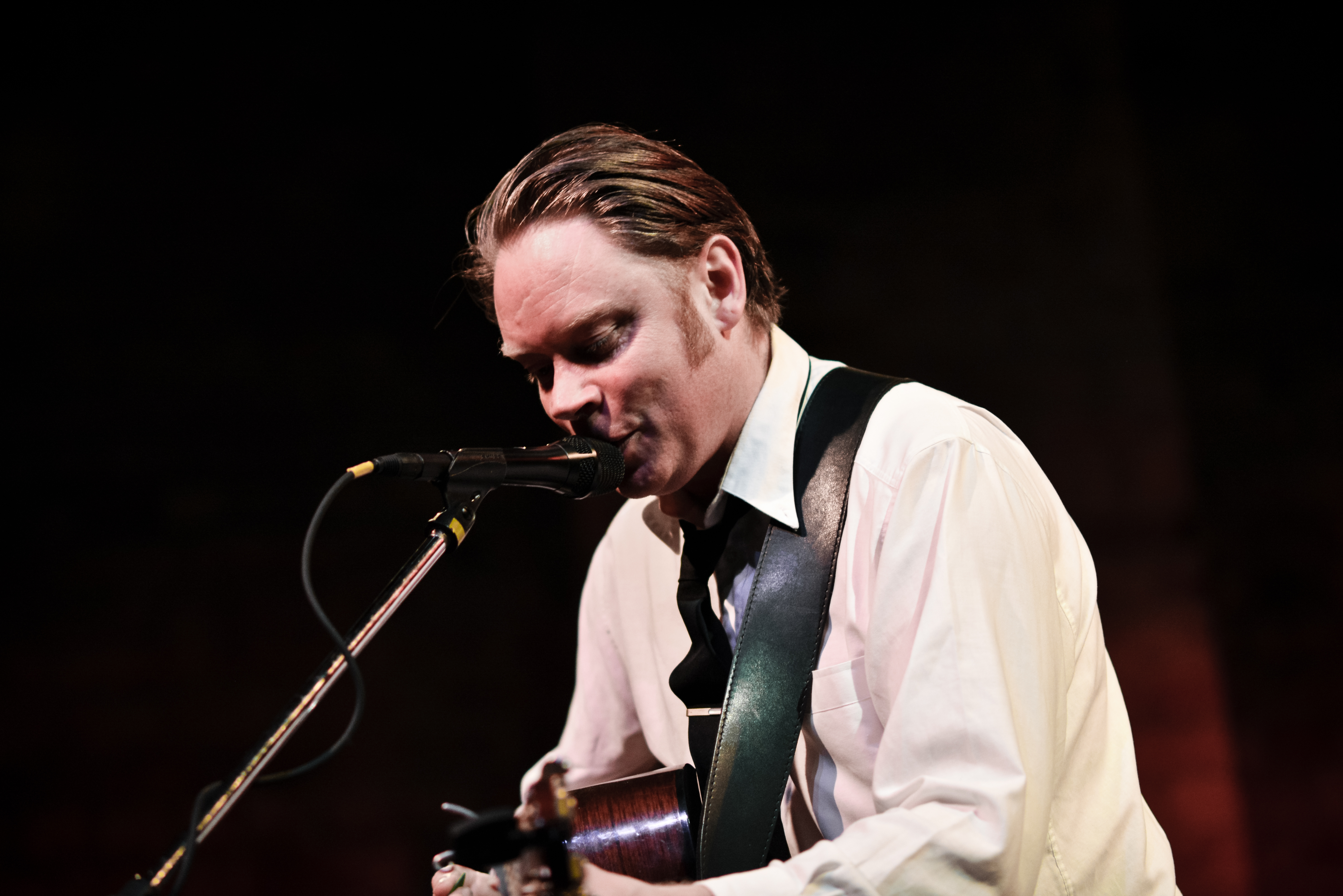
Delaney Davidson (2013)

Delaney Davidson (* 15. Dezember 1972 in Auckland) ist ein neuseeländischer Musiker, dessen Musik als eine düstere Mischung aus Blues, Country, Rock und Folk beschrieben wird.

## Leben
Davidson wuchs in Christchurch auf. Nachdem er die Schule abgebrochen hatte, lebte er in Australien und der Schweiz, war in der Gastronomie tätig und spielte in verschiedenen Bands. 2002 trat er in Bern der Band Dead Brothers als Schlagzeuger bei.
Inzwischen hat Davidson mehrere Soloalben veröffentlicht. Derzeit erscheinen seine Alben bei der Plattenfirma Voodoo Rhythm Records. Davidson spielt alle Instrumente selbst.
Davidson wirkte auch an Theaterproduktionen mit. In einer Inszenierung der Dreigroschenoper am Theater Basel spielte er Posaune, Schlagzeug und Gitarre.
2007 spielte er die Hauptrolle in dem Film The Road to Nod von M.A. Littler.

## Diskografie
- 2007: Rough Diamond
- 2008: Ghost Songs
- 2010: Self Decapitation
- 2011: The Harbour Union, featuring Davidson, The Eastern, Lindon Puffin, Al Park, The Unfaithful Ways, Tiny Lies and Runaround Sue
- 2011: Bad Luck Man
- 2012: Sad But True – The Secret History of Country Music Songwriting Volume 1 (mit Marlon Williams)
- 2013: Sad But True Volume Two (Als „The Grand Ole Hayride“ mit Tami Neilson, Marlon Williams und Dave Khan)
- 2014: Sad but True Vol. III - Juke-Box B-Sides (mit Marlon Williams)
- 2014: Swim Down Low
- 2015: Diamond Dozen
- 2015: Lucky Guy
- 2016: Devil In The Parlour
- 2018: Shining Day
- 2023: Wandering Heart